# Phoebetria
Phoebetria là một chi chim trong họ Diomedeidae.

## Các loài
- Phoebetria fusca (Hilsenberg, 1822)
- Phoebetria palpebrata (Forster, 1785)